# Loxoconcha binhaiensis
Loxoconcha binhaiensis is een mosselkreeftjessoort uit de familie van de Loxoconchidae. De wetenschappelijke naam van de soort is voor het eerst geldig gepubliceerd in 1982 door Ho.